# Robert Schumann
 Der er for få eller ingen kildehenvisninger i denne artikel, hvilket er et problem. Du kan hjælpe ved at angive troværdige kilder til de påstande, som fremføres i artiklen.

Robert Schumann (født 8. juni 1810 i Zwickau, død 29. juli 1856 i Endenich ved Bonn) var en tysk pianist, forfatter og komponist.
Han var gift med pianisten og komponisten Clara Schumann.
Hans klaverstykker og sange hører til de mest opfindsomme og poetiske fra den tid.
Efter et nervesammenbrud i 1851 komponerede han kun lidt, og han døde som sindssyg.
Han skrev klaverværker: Arabeske, Papillons, Kreisleriana, Faschingsschwank aus Wien, Carnaval (op. 9) (1839), Abegg Variationen, Kinderszenen (op. 15) 1838, Albums für die Jugend og Davidsbündlertänze. 
Fire symfonier: Symfoni nr. 1 opus 38 "Forårssymfonien" (1841), Nr 5: Ouverture, Scherzo og Finale. Introduktion og Allegro. Opera: Genoveva. Märchenbilder, Scener fra Goethes Faust, Requiem für Mignon, Das Paradies und die Peri, Der Rose Pilgerfahrt. Romancer 
og ballader. 250 sange: Dichterliebe opus 48, Frauenliebe und Leben, Widmung opus 25 nr. 1 (1840). Liederkreis. Klaverkoncert opus 54 (1841/45). 
Hans violinkoncert fra 1853 blev først opført i 1937.
- Robert og Clara Schumann og deres lærer, Johann Sebastian Bach Arkiveret 26. juni 2010 hos  Wayback Machine